# Knut Almgren
Knut August Almgren, född 15 juli 1806 i Västerås, död 20 april 1884 i Stockholm (Maria Magdalena), var en svensk sidenfabrikör, politiker och en av Handelsbankens grundare. Han var utöver detta även grundare av Handelskammaren, Ackordscentralen och Köpmannaföreningen

## Biografi

### Bakgrund och familj
Almgren var son till Joakim Wilhelm Almgren och Katarina Elisabet, född Arosenius. Fadern var landssekreterare i Västmanlands län.
Föräldrarna dog tidigt utan att lämna efter sig någon förmögenhet. Knut Almgren hade slutat skolan och var 16 år gammal när han kom till Stockholm för att söka arbete. Han fick en anställning hos firman Mazér & co som var den största i sidenbranschen i Stockholm. Delägare i Mazér & co sedan tidigare var hans 20 år äldre halvbror, Johan Almgren. Vid 25 års ålder grundade Knut Almgren firman KA Almgrens sidenväveri som han drev till sin bortgång 1884.
Knut Almgren gifte sig 1837 med en av sina anställda, Albertina Lovisa Campbell. Med henne fick han fyra söner. Tredje sonen Oscar Almgren tog över ledningen av firman efter faderns död. Knut Almgren blev kommendör av Vasaorden och riddare av Nordstjärneorden.

### Politiska uppdrag
Knut Almgren var senare ordförande i Stockholms köpmannaförening i 26 år samt grundlade en betydande förmögenhet. Även i det politiska livet spelade Almgren en viktig roll som ledamot i Stockholms stadsfullmäktige 1863–1878 och ledamot för borgarståndet vid ståndsriksdagarna 1844–1858.
Almgren drev i riksdagen frågor om handel och var en övertygad protektionist, något som efterhand gjorde att han inte återvaldes att företräda huvudstadens frihandelsvänliga borgerskap. I riksdagen var han bland annat ledamot i bevillningsutskottet 1844/45, bankoutskottet 1847/48, 1850/51, 1853/54 och 1856/58 samt i det förstärkta lagutskottet 1856/58.

### Handelsbanken
Stockholms Handelsbank (senare Svenska Handelsbanken) bildades år 1871 som en utbrytarbank från Stockholms Enskilda Bank då Knut Almgren och en grupp andra Stockholmsföretagare, Ljunglöf (snus), Cederlund (vin och sprit), Kempe (trävaror) och Billing (järn) tog saken i egna händer och bildade bank, detta då de ansåg att André Oscar Wallenberg, som startat Stockholms Enskilda Bank 1856, var mer intresserad av internationella affärer och järnvägsobligationer än av Stockholms näringsliv.